# Юрбини, Макс
Макс Юрбини (фр. Max Urbini; 17 июля 1924 — 13 февраля 2004) — французский футболист, спортивный журналист и писатель.

## Биография
В середине XX века был одним из ведущих спортивных журналистов Франции, работал в газете L’Equipe, был сотрудником и главным редактором журнала France Football, а также заместителем председателя профсоюза спортивных журналистов Франции. Автор нескольких книг о футболе и футболистах, в том числе сборника небольших новелл «Футбольные истории» (во Франции была издана в 1964 году с предисловием Жюста Фонтена). В послесловии к советскому изданию книги  Лев Филатов отметил, что «Юрбини из тех, кому футбол близок и дорог во всех его проявлениях. Он не только читает чертежи игры на зеленом ватмане арены, что входит в обязанность каждого обозревателя. Он преисполнен уважения к людям, создающим футбол, и уверен, что их жизнь и за пределами полуторачасового представления заслуживает всяческого внимания».

### Изображения
- Макс Юрбини награждает Йозефа Масопуста
- Макс Юрбини награждает Льва Яшина
- Макс Юрбини вручает «Золотой мяч» Бобби Чарльтону